# ホンダ・ビート (スクーター)
ビート (Beat) は、本田技研工業がかつて製造販売したオートバイである。

## 車両解説
型式名A-AF07。
1983年10月28日 - 11月8日に開催された第25回東京モーターショーに参考出品され一般公開。同年11月18日に12月1日より発売することを発表。
水冷2ストローク単気筒エンジン搭載のほか、メンテナンスフリー密閉型バッテリー・2灯式ハロゲンヘッドライトなど2輪車として世界初となる機構が多い排気量49㏄（原動機付自転車）のスクーターである。
キャッチコピーは高感度スクーティング。車体色は、黒（ビートブラック）・赤（ビートレッド）・白（ビートホワイト）の3色が設定され、直線基調の半透明カウリング付きボディーカウルを採用したほか、ホイールカラーはゴールドとした。
本モデル最大の特徴とも言える排気デバイスV-TACSは、最高出力7.2psを発生させる2段階トルク切り替えシステムで、メインチャンバーとサブチャンバーで構成される同車の排気系のうち、サブチャンバーは低回転域でのトルク増強に貢献するものの高回転域では吸気充填効率が落ち出力が頭打ちとなる弱点があることから、基本的に運転者が手動操作でステップボード左側にあるペダルを踏みワイヤーを通じサブチャンバーへの排気経路を閉鎖、高回転時にメインチャンバーのみにすることで高出力を得る機構である。
- このため5,500rpmを境に低回転域を白、高回転域を緑で表示するタコメーターを標準装備する。
- メーター内にはバリアブルパワーインジケーターと呼ばれる表示があり、盤面に描かれた高・低2種類の出力特性を表すカーブの高出力側線上に配置された赤いランプが操作と連動で点滅する。
- 作動タイミングは5,500rpm前後が目安とされたが、当時の雑誌などで以下の3パターンを体感できることが紹介された[2][3][4]。

- 発進時から作動→加速感を味わえる

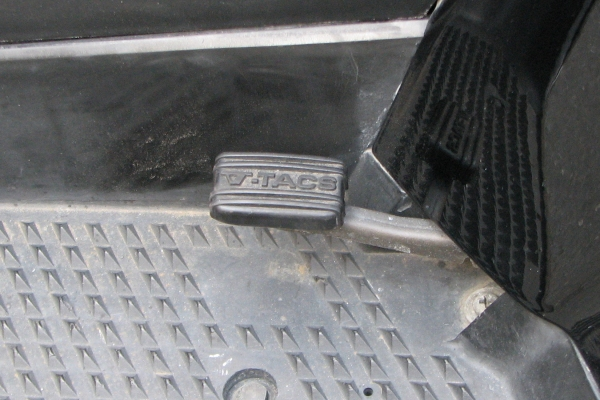
V-TACS操作ペダル

- 6,000 - 6,500rpmで作動→最も速く走れる
- 7,000rpmで作動→効果を最大に体感できる

サスペンションは前輪がスタビライザー付テレスコピック式、後輪がユニットスイング式である。ブレーキは前後ともドラムブレーキであるものの前輪には冷却用エアインテークを装備。またスポーツ性を重視した透過光式照明4連メーターなども搭載する。
また以下の純正オプションが設定された。
- リヤキャリアバッグ（シルバーまたはベージュ）：\4,500
- ランチボックス：\7,000
- フロアマット：\2,200
- ライセンスフレーム：\1,200
- ボディカバー：\3,900
- カスタムセット（ノーズガード・サイドプロテクターバイザー・リヤサイドモールディング）：\18,000

1986年11月に生産中止。